# Norroy-lès-Pont-à-Mousson
 Norroy-lès-Pont-à-Mousson  es una población y comuna francesa, en la región de Lorena, departamento de Meurthe y Mosela, en el distrito de Nancy y cantón de Dieulouard.

## Demografía
| 431 | 532 | 607 | 810 | 1029 | 1046 |
| Para los censos de 1962 a 1999 la población legal corresponde a la población sin duplicidades (Fuente: INSEE [Consultar]) |     |     |     |      |      |